# Aproximação paraxial

Erro associado a aproximação paraxial. Neste plote o cosseno está sendo aproximado por 1 - θ^{2}/2.

Na óptica geométrica, a aproximação paraxial é uma aproximação de pequenos ângulos, usado na óptica gaussiana e no ray tracing quando o raio passa por um sistema óptico.
Um raio ou feixe paraxial é um raio que faz um pequeno ângulo com o eixo óptico do sistema durante todo o trajeto por meio deste. Isto significa que, em qualquer ponto do sistema óptico, teremos um pequeno ângulo do raio em relação ao eixo óptico.
Tendo em vista esta propriedade, temos três importantes aproximações:
{\displaystyle \sin \theta \approx \theta ,\quad \tan \theta \approx \theta \quad {\text{e}}\quad \cos \theta \approx 1.}
Estas aproximações são usadas em ray tracing de primeira ordem e em matriz de análise de transferência de raio.
Também é muito utilizado a aproximação paraxial de segunda ordem, chamada apenas de paraxial, onde as aproximações para o seno e tangente, mostrados acima, não se alteram, sendo que o cosseno passa a ser:
{\displaystyle \cos \theta \approx 1-{\theta ^{2} \over 2}\ .}
A aproximação de segunda ordem tem um precisão de cerca de 0.5% para ângulos menores que 10º, mas a precisão diminui muito rápido conforme o ângulo entre o eixo óptico e o raio aumenta
.